# Cité Plantagenêt
Le Vieux Mans, désigné sous le nom de Cité Plantagenêt depuis 2003, est le centre médiéval historique de la ville du Mans anciennement Vindunum.

## Présentation et géographie

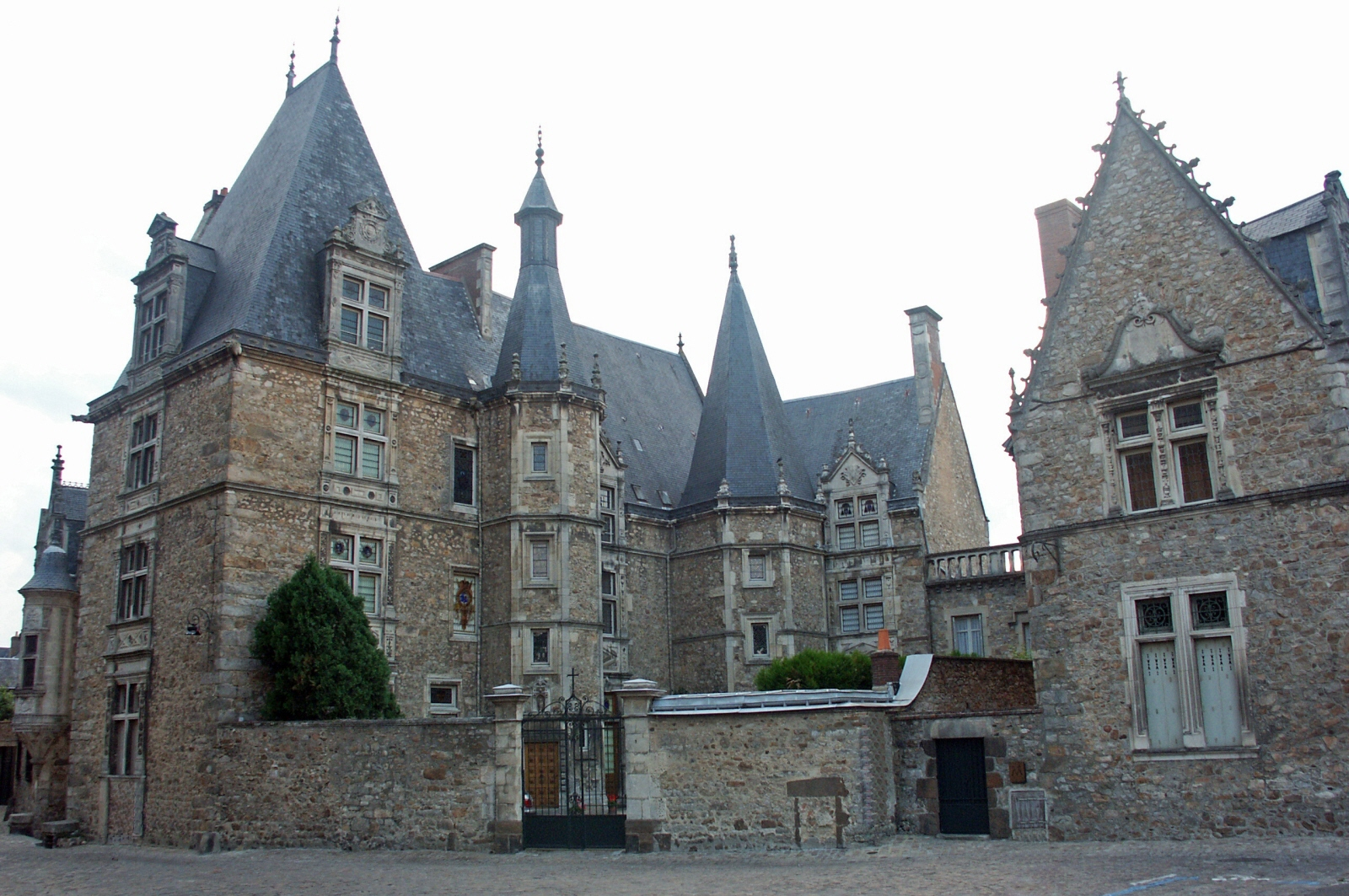
Le palais du Grabatoire.

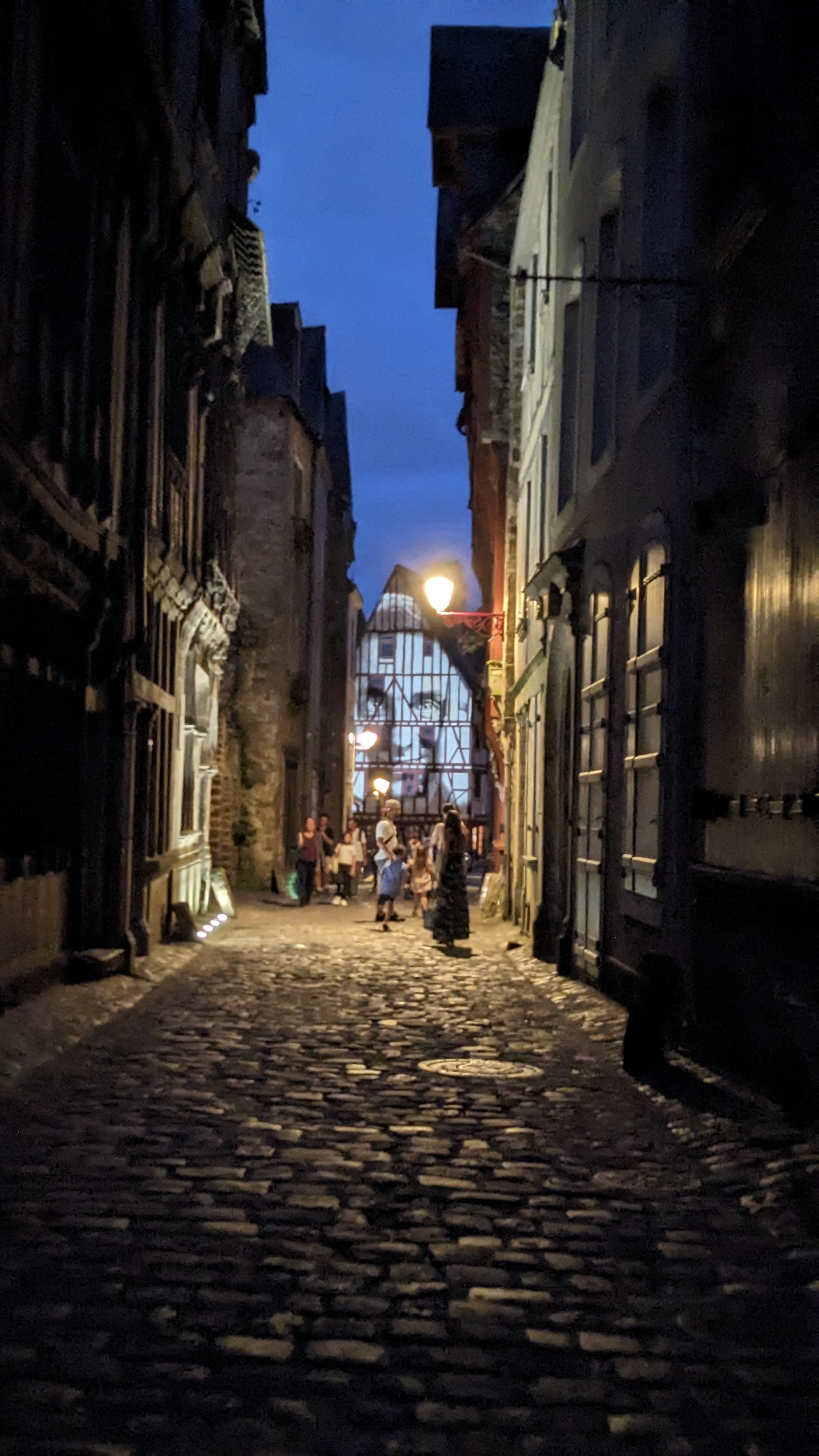
rue de la reine Bérengère

Situé à proximité immédiate du Centre-République et des Jacobins, il est composé de ruelles pavées dont certaines sont classées aux monuments historiques, et contient la  muraille gallo-romaine, la cathédrale Saint-Julien et de nombreuses maisons Renaissance et médiévales. Cette partie de la ville est connue pour son usage dans les films de cape et d'épée. Il est difficile de le considérer comme quartier puisqu'il entre sur les plans du quartier Bellevue et déborde sur les jacobins.

## Histoire

### Autrefois
La muraille gallo-romaine édifiée au début du IVe siècle était composée de 26 tours et de 11 portes. Avec à peu près 700 mètres de longueur le long de la Sarthe et environ 400 mètres de large, la muraille formait un rectangle presque parfait.
Le site s'est développé autour d'un dolmen dit de "la pierre au lait" qui laissa sa place à la cathédrale et dont il ne reste qu'un menhir appuyé sur le flanc de la partie médiévale de celle-ci.  
Construits au milieu du Ier siècle de notre ère, les thermes furent détruits lors de la construction de cette enceinte. Sept salles ont été retrouvées sur une trentaine de mètres carrés et on peut apercevoir des fragments de mosaïques réalisées selon les règles italiennes de l'époque, par le peuple des Aulerques Cénomans.
La cité était alimentée en eau par plusieurs aqueducs dont subsistent quelques tronçons.
Le roi des Francs Clovis prend la ville en 510.
Au XIe siècle, Guillaume le Conquérant s'empara de la cité du Mans, mais en sera chassé plus d'une fois. Une partie des fortifications de l'époque médiévale enserrent encore la partie nord de la ville.
En 1066, las des conquêtes et du  joug dont ils sont l'objet, les habitants du Mans établissent la première commune de France en se libérant du pouvoir royal.
Cependant, la cité sera reprise par la dynastie des Plantagenêt, descendante de Guillaume le Conquérant – notamment par Henri II roi d'Angleterre. À son tour, son fils Richard Cœur de Lion s'emparera de la cité du Mans au XIIIe siècle.[réf. nécessaire]
Vers la fin du XIIe siècle, les villes du Mans et d'Angers constituent de facto les capitales de l’Empire Plantagenêt ou Empire angevin.

### À l’époque moderne

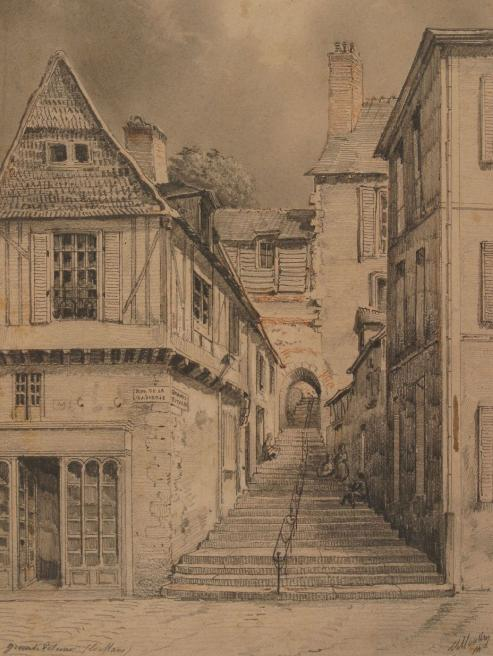
L'escalier de la Grande-Poterne dans le vieux Mans, dessin de 1854 par Louis Moullin.

Ses caractéristiques ont contribué à la création d'une commune libre en 1979, dans son  terme  moderne, la deuxième de France après celle de Montmartre à Paris. Elle bénéficie ainsi d'une situation juridique particulière dont découle sa dénomination de « Cité Plantagenêt », de la dynastie éponyme. En haut de la muraille, sur la façade nord, sont construits des hôtels particuliers. De nombreux chemins sont dissimulés dans les sous-sols. Ils permettaient autrefois de relier la cathédrale, point central du Mans, à d'autres points stratégiques de la ville. Au sein de l'ancienne cité se trouvent quelques restes des thermes gallo-romains conservés sous l'école des beaux arts. Des pièces de théâtre sont données au sein même des édifices d'époque. Ces représentations se veulent ludiques et originales pour les curieux de l'histoire de la ville du Mans. La Nuit des Chimères, qui a lieu chaque été, met en lumière certaines parties du vieux Mans, dont deux véritables fresques en sons et lumière qui mettent en valeur la muraille gallo-romaine et la cathédrale.

## Dans les murs
De nombreux bâtiments ont été conservés dans un état remarquable, à commencer par la cathédrale Saint-Julien, puis le palais des Comtes du Maine, lieu de naissance d'Henry II, et ancienne place forte de la "capitale" Plantagenêt. La « Grande salle Plantagenêt » datant du XIIe siècle a été rénovée en 2007.
La maison de la Reine Bérengère, non loin de la cathédrale, est un haut lieu de l'histoire mancelle. Elle regroupe en fait trois maisons, reconstruites au XVe siècle. De nombreuses habitations parfois entièrement restaurées par quelques mécènes, ont conservé leurs devantures médiévales avec appui de fenêtre en bois servant de comptoir. La fontaine du Vivier à la porte Sainte-Anne a été restaurée en 2008, et si sa datation est incertaine, son nom provient d'un vivarium retrouvé non loin et dont l'origine remonte au moins au XIIIe siècle. Les hôtels privés sont nombreux et sont souvent ouverts lors des journées du patrimoine. Ils datent le plus souvent du début de la Renaissance. Parmi ceux-ci on peut trouver : l'Hôtel de Clairaulnay, celui d'Amellon Saint-Cher consacré à la cuisine, celui de Legras du Luart avec un portail du XVIe siècle, ou encore l'hôtel Nepveu de Rouillon entièrement reconstruit au siècle des lumières et classé monument historique. La maison des deux amis date du XVe siècle. Elle est l'exemple type de la maison à pans de bois en encorbellement. Un maître sculpteur y est installé, Audrey Chamballu et y opère des démonstrations diverses. L’église Saint-Benoit est, elle, beaucoup plus récente. Inaugurée en 1910, elle se dresse sur le site d'une ancienne église romane ayant été remaniée au XVe, puis au XVIe siècle. On y trouve maintes statues en terre cuite, symbole du savoir-faire de la cité. On peut trouver l'hôtel Denisot, lieu de naissance du poète Nicolas Denisot, élevé au XVe siècle.

## Accessibilité
- Ce site est desservi par les stations de tramway Éperon et Jacobins.